# Amelius Lockwood
Pour les articles homonymes, voir Lord Lambourne (homonymie).
Né Amelius Wood, Amelius Richard Mark Lockwood (17 août 1847 - 26 décembre 1928), 1er baron Lambourne, est un officier britannique, qui est député d'Epping.

## Années de jeunesse
Fils aîné du général William Mark Wood et d'Amelia Jane, fille du baronnet Robert Williams, il a pour ancêtre le député Richard Lockwood (vers 1676–1756), d'où sa famille tient le domaine de Lambourne (Essex). Amelius Lockwood fait ses études secondaires au Collège d'Eton. En 1876, il obtient par privilège royal l'autorisation de relever le nom de Lockwood (son père ayant été contraint par testament d'adopter le nom de Wood en 1828).

## Carrière politique
Lockwood s'engage dans les Coldstream Guards en 1866 et prend sa retraite en 1883 avec le grade de lieutenant-colonel. Il siège comme député conservateur d'Epping de 1892 à 1917. Il est grand maître de la loge maçonnique d'Essex à partir de 1902, vice-président de la RSPCA et président de la Royal Horticultural Society. Appelé au Conseil privé de la Couronne, commandeur de l'ordre royal de Victoria en 1905, et élevé en 1917 à la Pairie du royaume en tant que baron Lambourne. Il est successivement Deputy Lieutenant de l'Essex (1917), et lord-lieutenant de l'Essex de 1919 à sa mort. En 1927, il est élevé au rang de grand-croix de l'ordre royal de Victoria